# Erioptera fossarum
Erioptera fossarum là một loài ruồi trong họ Limoniidae. Chúng phân bố ở miền Cổ bắc.